# تابستان (فیلم ۲۰۱۸)
تابستان (به روسی: "L’ÉTÉ ") نام یک فیلم درام روسی به کارگردانی کیریل سربرنیکوف محصول ۲۰۱۸ است. این فیلم برای رقابت در کسب نخل طلا هفتاد و یکمین جشنواره فیلم کن انتخاب شد.